# Sean Baker
Sean Baker (n. 26 februarie 1971, Summit, New Jersey, SUA) este un cineast american. Este regizor, scenarist, editor și producător de lungmetraje independente care sunt cel mai adesea despre viețile persoanelor marginalizate , în special a imigranților și a lucrătorilor sexuali. Și-a făcut debutul regizoral cu Four Letter Words⁠(d) (2000) și a co-creat sitcomul de televiziune Greg the Bunny⁠(d) (2002–2006). A cunoscut consacrarea cu filmul Anora (2024) pentru care a primit mai multe premii între care Palme d'Or. La cea de-a 97-a ediție a Premiilor Academiei Americane, Baker a câștigat patru premii Oscar: cel mai bun film, cel mai bun regizor, cel mai bun scenariu original și cel mai bun montaj. El a egalat recordul lui Walt Disney pentru cele mai multe premii Oscar câștigate de o singură persoană într-o singură ceremonie și a devenit prima persoană care a câștigat patru Oscaruri pentru un singur film.

## Biografie
Sean Baker s-a născut în Summit, New Jersey în 1971 și a obținut o licență în arte în studii cinematografice de la Universitatea din New York.
Primul său lungmetraj, pe care l-a regizat și, de asemenea, scris, a fost Four Letter Words, în care s-a ocupat de atitudinile și limbajul tinerilor americani. Apoi a făcut Take Out⁠(d) în colaborare cu Shih-Ching Tsou, un film cu un buget de doar 3.000 de dolari în care arată un imigrant chinez ilegal care nu își mai permite plățile pentru contrabanda lui. Al treilea său lungmetraj, Prince of Broadway⁠(d), a avut premiera la Festivalul de Film de la Los Angeles în 2008. Baker și-a prezentat al patrulea lungmetraj, Starlet⁠(d), cu Dree Hemingway și Besedka Johnson în rolurile principale, la Festivalul de Film South by Southwest în martie 2012. Baker a filmat al cincilea film al său, Tangerine⁠(d), în întregime pe un iPhone 5s și l-a prezentat la Festivalul de film Sundance din 2015. La Festivalul Internațional de Film de la Cannes din 2017, Baker și-a prezentat filmul The Florida Project⁠(d), apoi a mers cu același film și la Festivalul Internațional de Film de la Toronto din 2017. Baker a primit Premiul Criticii pentru acest film la Festivalul de Film de la Hamburg.
La sfârșitul lunii iunie 2018, Baker a devenit membru al Academiei de Arte și Științe Cinematografice.
În 2021, a fost invitat pentru prima dată să concureze pentru Palme d'Or la Festivalul de Film de la Cannes cu lungmetrajul său Red Rocket⁠(d). Trei ani mai târziu, a finalizat al optulea lungmetraj, Anora, pentru care a câștigat Palme d'Or la Festivalul de Film de la Cannes 2024 și pentru care a primit mai multe premii la Premiile Oscar 2025.

## Viața personală
Baker este căsătorit cu Samantha Quan, producător de multe dintre filmele sale. Baker era un dependent de opiacee la 20 de ani.